# マチコ (お笑い)
マチコは浅井企画に所属していたお笑いコンビ。2002年7月結成。2007年4月に解散。

## 来歴
ホリプロのお笑い養成所「目黒笑売塾」で知り合う。周囲の人たちがコンビを組むなかで2人とも人見知りであったため、コンビを組むことが出来ず、結局残った2人でコンビを結成した。2002年7月結成。
2005年、TBS「ゲンセキ」で勝ち抜き、後の「スイッチ!」「10カラット」に出演した。
昔のF-1テーマソングやジョーズのテーマソング等を口ずさみながらセリフの無い動きのみのコントなどを得意とした。

## メンバー
- 勝又伸悟（かつまた しんご、1978年12月15日 - ）[2]

三重県四日市市出身。日本大学芸術学部出身。
血液型B型。趣味は写真。
親は千代の富士の脱臼癖を治した掛かりつけの医者だった。
ラジオ番組「オールナイトニッポン」の大ファンで、特に電気グルーヴとロンドンブーツ1号2号の番組を好んで聴いていた。
2007年5月をもって浅井企画を退社。
2009年より弟の誉文（元コンツ）とのコンビ勝又を結成しオスカープロモーションに所属後、2018年解散。「勝又:」の名のままピン芸人に転向。
- 藤平益人（ふじひら まきと、1982年4月2日 - ）

東京都西東京市出身。
血液型O型。趣味は競馬。
2007年3月22日以来連絡がとれなくなっていたが、元気に暮らしていることが警察によって確認されている。
眼鏡にパーマをかけた長髪という見た目が特徴で、「ゲンセキ」で共演したロッチの中岡創一がこの風貌を真似したところトレードマークとして定着した。

## 出演

### レギュラー番組
- スイッチ!（TBS）
- 10カラット（TBS）

### 主なゲスト出演
- ゲンセキ（TBS系）
- インパクト!（フジテレビ系列）
- 爆笑オンエアバトル（NHK）戦績0勝2敗 最高337KB
- 雨上がり決死隊のトーク番組アメトーーク!（テレビ朝日、2006年）勝又のみ
- アッコにおまかせ!（TBS系）
- オビラジR（TBS系）
- お笑い登龍門 ガッハ（フジテレビ）
- 朝はビタミン（テレビ東京系）
- なつめぐ堂（中部日本放送）
- 笑龍門（BSフジ）
- お昼ですよ! ふれあいパーク（NHK総合）
- 関根優香の笑う春休み（テレビ朝日系）
- 虎の門（テレビ朝日系）　など